# Willem de Roos (politicus)

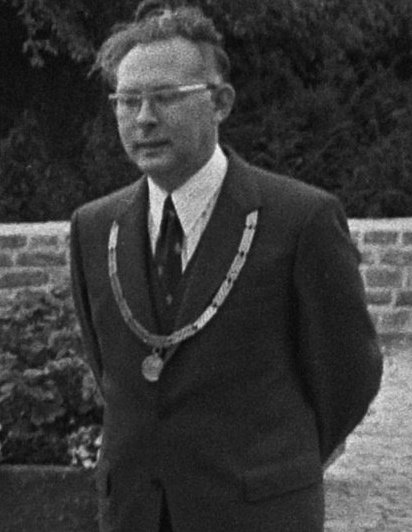
Burgemeester W.K. De Roos (1975)

Willem Karel de Roos (Bandoeng, 10 juli 1924 – Rijnsburg, 16 april 1987) was een Nederlands politicus van de ARP en later het CDA.
Hij werd geboren op Java in het toenmalig Nederlands-Indië waar zijn uit Friesland afkomstige vader bij de politie zat en enkele jaren na zijn geboorte verhuisden zijn ouders met hem naar Nederland. Na de ulo ging hij in Leeuwarden naar de hbs en in 1952 is hij aan de Economische Hogeschool in Rotterdam afgestudeerd in de economische wetenschappen. Daarna keerde hij terug naar Friesland waar hij docent werd in onder andere staatsinrichting. Vanaf 1954 was hij daarnaast adjunct-secretaris en sociaal econoom bij het Provinciaal Comité van de A.R.-kiesverenigingen in Friesland. In februari 1963 werd De Roos benoemd tot burgemeester van Barradeel en vanaf begin 1964 was hij tevens enkele jaren lid van de Provinciale Staten van Friesland. In mei 1975 volgde zijn benoeming tot burgemeester van Rijnsburg als opvolger van de het jaar daarvoor overleden burgemeester Koomans. In december 1984 gaf De Roos die functie vanwege gezondheidsproblemen op en ruim twee jaar later overleed hij op 62-jarige leeftijd.